# Hällstads församling
Hällstads församling är en församling i Redvägs och Ås kontrakt i Skara stift. Församlingen ligger i Ulricehamns kommun i Västra Götalands län. Församlingen ingår i Ulricehamns pastorat.

## Administrativ historik
Församlingen har medeltida ursprung. 
Församlingen var till 1989 moderförsamling i pastoratet Hällstad och Murum som från omkring 1400 även omfattade (Södra) Vånga och Möne församlingar samt från 1962 även Kärråkra församling. Från 1989 till 2006 var församlingen annexförsamling i pastoratet Södra Ving, Härna, Fänneslunda, Varnum, Hällstad, Murum, Möne och Kärråkra. Församlingen införlivade 2006 Kärråkra , Möne och Murums församlingar och var därefter till 2022 annexförsamling i Södra Vings pastorat. Den 1 januari 2022 blev församlingen en del av Ulricehamns pastorat.

## Kyrkor
- Hällstads kyrka
- Kärråkra kyrka
- Murums kyrka
- Möne kyrka